# Argenna
Argenna – rodzaj pająków z rodziny ciemieńcowatych.
Pająki te mają ośmioro zbliżonych rozmiarami oczu na szerokiej części głowowej karapaksu. W widoku z przodu przednio-środkowa para oczu leży nieco wyżej niż przednio-boczna, zaś tylno-środkowa znacznie wyżej niż tylno-boczna. Środkowe pary oczu rozmieszczone są na planie szerszego z tyłu trapezu. Wysokość nadustka wynosi mniej więcej tyle co szerokość oczu pary przednio-środkowej. Szczękoczułki mają po 3 ząbki na przednich i po 2 na tylnych krawędziach. Odnóża kroczne zaopatrzone są w co najwyżej nieliczne kolce. Kolejność par odnóży od najdłuższej do najkrótszej przedstawia się następująco: IV, I, II, III. Na stopach znajduje się po jednym długim i jednym krótkim trichobotrium. U samicy odnóża ostatniej pary mają grzebienie przędne ciągnące się przez większą część nadstopiów. Opistosomę cechuje niepodzielone i z przodu odgraniczone małymi kolcami siteczko przędne, brak stożeczka oraz dwuczłonowe kądziołki przędne tylnej pary.
Takson ten rozprzestrzeniony jest w Palearktyce i Ameryce Północnej. W Polsce występują A. patula i A. subnigra (zobacz: ciemieńcowate Polski).
Rodzaj ten wprowadzony został w 1870 roku przez Tamerlana Thorell. Dotychczas opisano 7 gatunków:
- Argenna alxa Tang, 2011
- Argenna obesa Emerton, 1911
- Argenna patula (Simon, 1874)
- Argenna polita (Banks, 1898)
- Argenna sibirica Esyunin & Stepina, 2014
- Argenna subnigra (O. Pickard-Cambridge, 1861)
- Argenna yakima Chamberlin & Gertsch, 1958